# 桂林市艺术馆
广西省立艺术馆位于中国广西壮族自治区桂林市秀峰区解放西路58号，现为桂林市艺术馆。
该艺术馆为抗日战争期间由剧作家欧阳予倩设计，并得到中国建筑公司经理张复初赞助，贷款建造。民国三十三年（1944年）2月15日15时在该馆举行落成典礼及第一届西南戏剧展览大会揭幕典礼。同年11月桂林被日军攻陷，艺术馆毁于战火。后于民国35年按原样重建。该馆坐南朝北，平面呈“凸”字形，红墙青瓦，长40米，宽28米，高10米。1987年公布为桂林市文物保护单位。2019年10月16日，由中华人民共和国国务院以“广西省立艺术馆旧址”之名公布为第八批全国重点文物保护单位。